# Haití en los Juegos Olímpicos de Roma 1960
Haití estuvo representado en los Juegos Olímpicos de Roma 1960 por un deportista masculino que compitió en halterofilia.
El equipo olímpico haitiano no obtuvo ninguna medalla en estos Juegos.